# Georg Donatus af Hessen
Arvestorhertug Georg Donatus af Hessen (8. november 1906 – 16. november 1937) var ældste søn af den sidste storhertug af Hessen, Ernst Ludwig af Hessen og dennes hustru Eleonore af Solms-Hohensolms-Lich. Han var oldebarn af dronning Victoria af Storbritannien og nevø til Aleksandra Fjodorovna, der var Ruslands sidste kejserinde.

## Biografi

### Ægteskab og børn
Den 2. februar 1931 giftede han sig med Cecilie af Grækenland. Parret fik fire børn:
1. Ludwig af Hessen (1931-1937)
2. Alexander af Hessen (1933-1937)
3. Johanna af Hessen (1936-1939)
4. Dødfødt søn (1937)

Den 1. maj 1937 meldte han og hustruen sig ind i nazistpartiet.

### Døden
Georgs bror, Ludwig Hermann af Hessen, skulle i efteråret 1937 giftes i London. fløj Georg med hustru, børnene Ludwig og Alexander samt sin mor fra Darmstadt. Flyet skulle mellemlande i Bruxelles, men blev pga. dårligt vejr dirigeret videre til Oostende. Under landingen her fløj det ind i en fabriksskorsten og styrtede ned. Hele familien og venner og besætning omkom ved ulykken. Georgs hustru var gravid i 8. måned og fødte spontant en dreng ved styrtet. I alt omkom 12 personer. Sorgen var enorm i Hessen, selv om familien ikke længere var regenter. Kun datteren, Johanna, var tilbage, da hun af ukendte årsager ikke var med i flyet. Hun blev adopteret af sin onkel, Ludwig Hermann, og døde af meningitis i 1939, knap tre år gammel.